# 女ともだち (高田みづえの曲)
「女ともだち」（おんなともだち）は、1978年9月25日に発売された高田みづえの7枚目のシングル。

## 解説
- 高田のシングル曲では初めて、筒美京平が作曲を手掛けた。

## 収録曲
- 両楽曲共に、作詞：松本隆／作曲：筒美京平／編曲：高田弘

1. 女ともだち（3分32秒）
2. 泣きながらカナリヤ（3分6秒）